# Arnnon Geshuri
 (juillet 2017).
Si vous disposez d'ouvrages ou d'articles de référence ou si vous connaissez des sites web de qualité traitant du thème abordé ici, merci de compléter l'article en donnant les références utiles à sa vérifiabilité et en les liant à la section « Notes et références ».
Arnnon Geshuri est un psychologue et cadre d'entreprise américain originaire de Porterville en Californie. Il est né en 1969, aux États-Unis.
Il est depuis 2009 le vice-président des ressources humaines chez Tesla Motors après avoir été directeur des ressources humaines de Google de 2004 à 2009.
En janvier 2016, il a brièvement été membre du conseil d'administration de la Wikimedia Foundation.[réf. nécessaire]